# Lovadina
Lovadina è una frazione di Spresiano, comune in provincia di Treviso.

## Origini del nome
Il nome della località si presume legato al termine veneto łovo ( "lupo").
Toponimi di questo genere non sono infrequenti in Veneto (vedi, ad esempio, Lova, Campagna Lupia, Lovolo) e testimoniano la presenza di foreste dove abbondava la selvaggina.

## Storia
Sin dall'epoca romana la zona è stata di grande importanza per quanto riguarda i traffici mercantili e i pellegrinaggi, vista la vicinanza a un guado del fiume Piave.
Un tradizione afferma che in tale luogo, nel 569, il re longobardo Alboino incontrò il vescovo di Treviso Felice che lo convinse a risparmiare la città.
Le prime testimonianze scritte parlano di una corte di giustizia già presente a Lovadina nel X secolo.
Alla storia della località è inoltre legata la presenza del monastero di Santa Maria del Piave, gestito dapprima dai benedettini e poi dal 1229 dai cistercensi dell'abbazia di Follina.
Sorto inizialmente sulla riva sinistra, fu ricostruito a Lovadina nel XV secolo.
Nel corso del Seicento Lovadina accrebbe la propria importanza come luogo di transito. È il periodo in cui numerosi patrizi veneziani scelgono la località per costruire le loro ville.
Con la caduta della Serenissima, gli edifici che avevano ospitato il monastero vennero adibiti a caserma dall'esercito francese.
Il 6 maggio 1809 l'esercito franco-italiano guidato da Napoleone, impegnato nell'inseguimento degli Austriaci in ritirata, si accampò nei pressi del guado. Il giorno seguente le forze franco-italiane diedero battaglia per forzare il guado stesso, mettendo poi in fuga gli Austriaci verso Sacile e Conegliano.
Durante il periodo napoleonico Lovadina era stata comune autonomo, soppresso con l'arrivo degli Austriaci.
Il centro abitato fu praticamente raso al suolo durante la prima guerra mondiale a causa della sua estrema vicinanza alla linea del fronte del Piave.

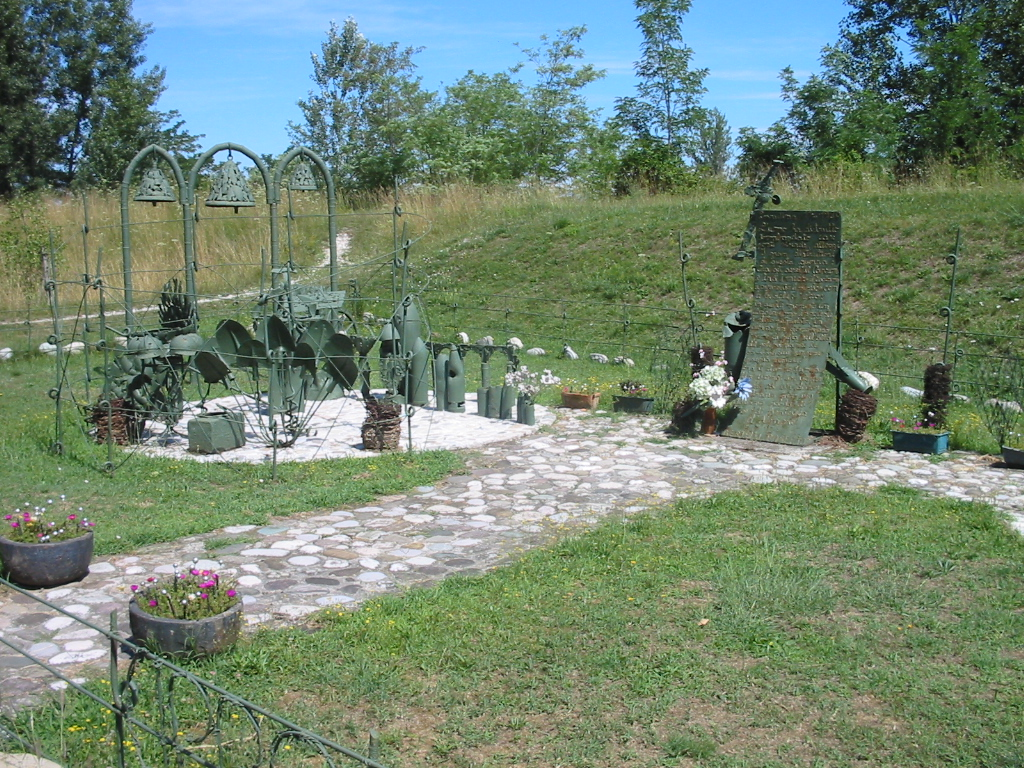
Monumento ai caduti della Grande Guerra.

## Monumenti e luoghi d'interesse

### Chiesa parrocchiale
L'attuale edificio fu costruito sul luogo in cui in precedenza sorgeva la vecchia parrocchiale con l'adiacente monastero. La prima pietra fu posata il 3 marzo 1856 e il 21 ottobre successivo la chiesa aveva già il tetto. Il 22 novembre 1857 veniva consacrata dal vescovo di Treviso Giovanni Antonio Farina.
L'edificio subì gravi danni durante la prima guerra mondiale; in particolare furono distrutti il campanile, il tetto e la canonica.
Tra il 1920 e il 1924 vennero effettuate delle drastiche ricostruzioni.
Nel 1927 fu installato un organo Mascioni a 39 canne.

### Palazzo Maura

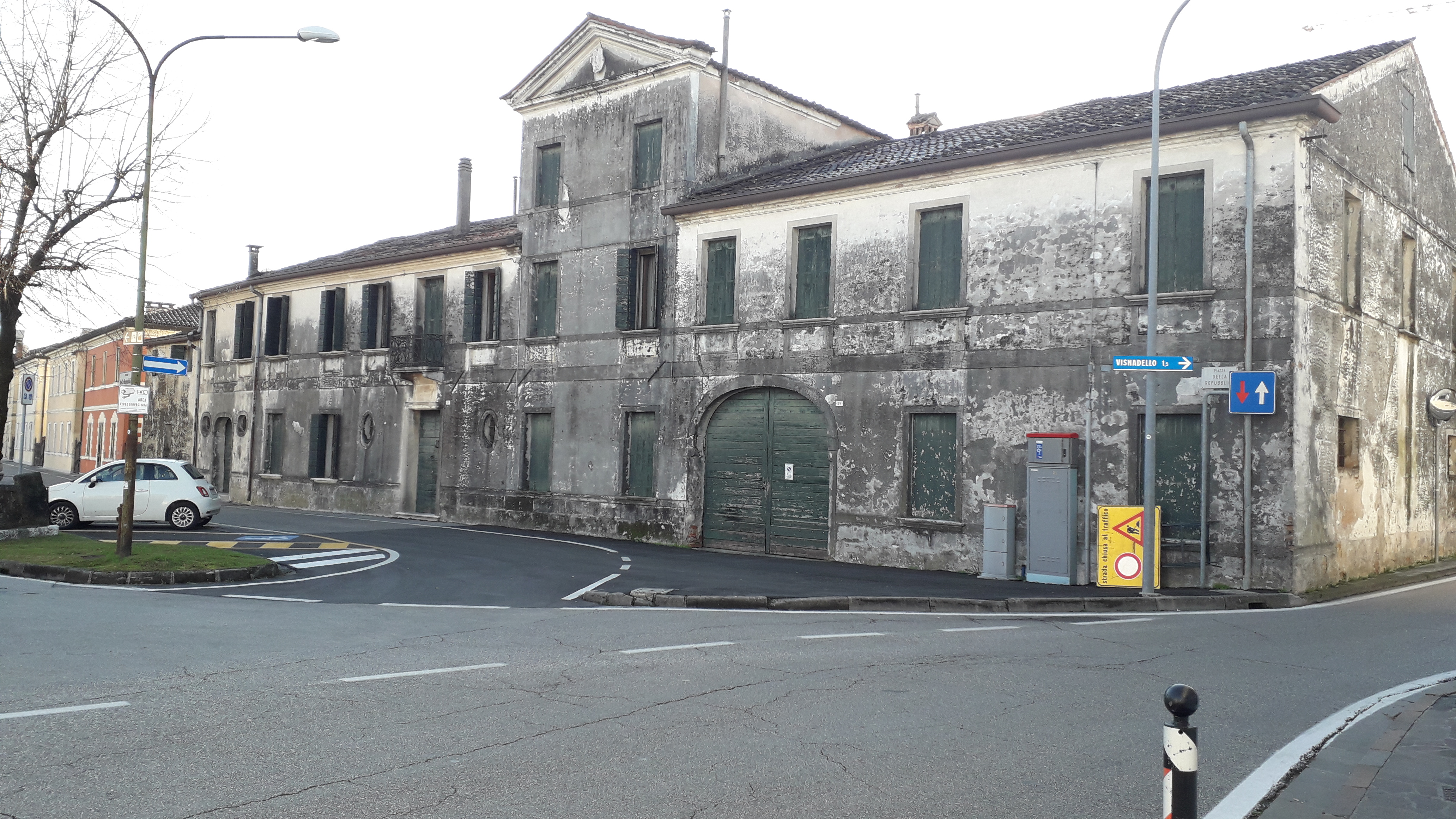
Palazzo Maura, Lovadina di Spresiano (TV)

Palazzo Maura, in precedenza Bove, si affaccia sulla piazza della Repubblica; è un edificio costruito nel 1500 di fronte al Monastero di Santa Maria del Piave, appartenuto fino al secolo XVII alla famiglia nobile Bove, da qui l'orginine del nome.
Sul timpano dell’edificio è ancora visibile lo stemma con il Leone di San Marco e il Bove che identifica i Conti.
L’edificio fu dei Vecellio, dei Gasparotto e infine della famiglia Maura.
Vicino alla Villa si trova la Casa padronale dei massari.

## Letteratura
La località di Lovadina è citata nel romanzo Marco e Mattio (1992) di Sebastiano Vassalli. Nel corso del viaggio da Venezia verso la Val di Zoldo, il protagonista Mattio Lovat attraversa il fiume Piave nei pressi di Lovadina, segnando l'uscita dalla pianura veneta e l'ingresso nell'ambiente montano che farà da sfondo al resto della narrazione.
«Passata Treviso, passato il Piave con la barca a Lovadina, Mattio si lasciò alle spalle la pianura dei "campi di polenta"...»

 (Sebastiano Vassalli, Marco e Mattio, Einaudi, 1992)